# 72802 Wetton
72802 Wetton è un asteroide della fascia principale. Scoperto nel 2001, presenta un'orbita caratterizzata da un semiasse maggiore pari a 2,9254528 au e da un'eccentricità di 0,0877084, inclinata di 5,07934° rispetto all'eclittica.